# Diisooctylphthalat
Diisooctylphthalat ist ein Gemisch verzweigter C8-Phthalsäureester. Es enthält in der Regel nur wenig unverzweigtes Dioctylphthalat, kann jedoch Bis(2-ethylhexyl)phthalat enthalten.

## Gewinnung und Darstellung
Diisooctylphthalat kann durch Reaktion von Phthalsäureanhydrid mit 6-Methylheptanol unter Säurekatalyse oder Octanol-Isomergemischen in einem Oxoprozess gewonnen werden.

## Eigenschaften
Diisooctylphthalat ist eine brennbare, schwer entzündbare, farblose Flüssigkeit, die praktisch unlöslich in Wasser ist.

## Verwendung
Diisooctylphthalat wird als Weichmacher in Polyvinylchlorid (PVC), Polyvinylacetat (PVA), Gummi, Zelluloseplastik und Polyurethan verwendet. Es kann u. a. in Endprodukten wie Fußbodenbelägen aus PVC, Wandverkleidungen, Kunstleder, PVC-Schäumen, -Folien und -Dichtmassen, sowie Klebern auf Urethan- oder PVA-Basis und PVA-haltigen Farbbindern vorkommen.